# Bogor (Sukra)
Bogor is een bestuurslaag in het regentschap Indramayu van de provincie West-Java, Indonesië. Bogor telt 2796 inwoners (volkstelling 2010).